# Сан-Бернардо (Нариньо)
Сан-Бернардо (исп. San Bernardo) — город и муниципалитет на юго-западе Колумбии, на территории департамента Нариньо. Входит в состав провинции Рио-Майо.

## История
Поселение, из которого позднее вырос город, было основано в 1870 году. Муниципалитет Сан-Бернардо был выделен в отдельную административную единицу 3 мая 1742 года.

## Географическое положение

Муниципалитет Сан-Бернардо

Город расположен в восточной части департамента, в горной местности Центральной Кордильеры, на расстоянии приблизительно 39 километров к северо-востоку от города Пасто, административного центра департамента. Абсолютная высота — 2988 метров над уровнем моря.
Муниципалитет Сан-Бернардо граничит на севере с территорией муниципалитета Белен, на северо-востоке и востоке— с муниципалитетом Ла-Крус, на юго-востоке — с муниципалитетом Эль-Таблон, на юго-западе — с муниципалитетом Сан-Хосе-де-Альбан, на западе — с муниципалитетом Сан-Педро-де-Картаго. Площадь муниципалитета составляет 70 км².

## Население
По данным Национального административного департамента статистики Колумбии, совокупная численность населения города и муниципалитета в 2024 году составляла 9644 человека.
Динамика численности населения муниципалитета по годам:
| 2005   | 2010   | 2015   | 2020 | 2021 | 2022 | 2023 | 2024 |
| ------ | ------ | ------ | ---- | ---- | ---- | ---- | ---- |
| 14 261 | 16 617 | 19 201 | 9371 | 9443 | 9504 | 9584 | 9644 |

Согласно данным переписи 2005 года мужчины составляли 52 % от населения Сан-Бернардо, женщины — соответственно 48 %. В расовом отношении белые и метисы составляли 99,9 % от населения города; негры, мулаты и райсальцы — 0,1 %.
Уровень грамотности среди всего населения составлял 90,4 %.

## Экономика
58,8 % от общего числа городских и муниципальных предприятий составляют предприятия торговой сферы, 36,3 % — предприятия сферы обслуживания, 3,9 % — промышленные предприятия, 1 % — предприятия иных отраслей экономики.